# Фінал Кубка Іспанії з футболу 1961
Фінал Кубка Іспанії з футболу 1961 — футбольний матч, що відбувся 2 липня 1961 року. У ньому визначився 59-й переможець кубка Іспанії.

## Шлях до фіналу
| Атлетіко        | Атлетіко  | Атлетіко                                        | Раунд       | Реал              | Реал      | Реал                     |
| --------------- | --------- | ----------------------------------------------- | ----------- | ----------------- | --------- | ------------------------ |
| Суперник        | Результат | Матчі                                           |             | Суперник          | Результат | Матчі                    |
| Месталья        | 3–0       | 2–0 вдома; 1–0 на виїзді                        | 1/16 фіналу | Еркулес           | 11–0      | 5–0 на виїзді; 6–0 вдома |
| Валенсія        | 5–2       | 2–0 вдома; 0–2 на виїзді; 3–0 (нейтральне поле) | 1/8 фіналу  | Реал (Сантандер)  | 4–1       | 1–1 на виїзді; 3–0 вдома |
| Тенерифе        | 3–1       | 2–0 вдома; 1–1 на виїзді                        | 1/4 фіналу  | Атлетік (Більбао) | 5–0       | 2–0 на виїзді; 3–0 вдома |
| Реал Вальядолід | 4–3       | 1–3 на виїзді; 3–0 вдома                        | 1/2 фіналу  | Реал Бетіс        | 8–5       | 7–1 вдома; 1–4 на виїзді |

## Подробиці
| 2 липня 1961 |

| Атлетіко (Мадрид)          | 3:2      | Реал Мадрид              |
| -------------------------- | -------- | ------------------------ |
| Пейро 20', 46' Мендоса 69' | Протокол | Пушкаш 9' Ді Стефано 82' |

| Сантьяго Бернабеу, Мадрид Глядачів: 120 000 Арбітр: Вісенте Лльопіс |

|  |  |

| В               |  | Едгардо Мадінабейтія  |
| З               |  | Ісакіо Кальєха        |
| З               |  | Хорхе Гріффа          |
| З               |  | Фелісьяно Рівілья     |
| ПЗ              |  | Альберто Кальєхо      |
| ПЗ              |  | Раміро                |
| Н               |  | Енріке Кольяр (к)     |
| Н               |  | Хоакін Пейро          |
| Н               |  | Жоржі Алберту Мендоса |
| Н               |  | Аделардо Родрігес     |
| Н               |  | Мігель Хонес          |
| Тренер:         |  |                       |
| Хосе Вільялонга |  |                       |

| В              |  | Хосе Вісенте Траїн  |
| З              |  | Педро Касадо        |
| З              |  | Хосе Сантамарія     |
| З              |  | Маркітос            |
| ПЗ             |  | Пачін               |
| ПЗ             |  | Хосе Марія Відаль   |
| Н              |  | Франсіско Хенто (к) |
| Н              |  | Ференц Пушкаш       |
| Н              |  | Альфредо Ді Стефано |
| Н              |  | Луїс дель Соль      |
| Н              |  | Енріке Матеос       |
| Тренер:        |  |                     |
| Мігель Муньйос |  |                     |